# Chalcedon
Chalcedon, chemický vzorec SiO2, je klencový minerál. 
Název je odvozen od starověkého města Chalkédón v Malé Asii, místa konání Chalkedonského koncilu.

## Vznik
Chalcedon (achát) se většinou tvoří v dutinách hornin různého druhu, ale převážně v chladnoucím magmatu (výplň dutin čedičových a melafyrových mandlovců), kde vzniká za nízkých teplot jako sraženina silikátových roztoků. Známy jsou chalcedony, které vznikají jako dehydratační produkt opálu. Lze jej nalézt i na trhlinách hadců, nebo vytváří hlízy ve vápencích. Jeho výskyt je tedy hojný.

## Morfologie

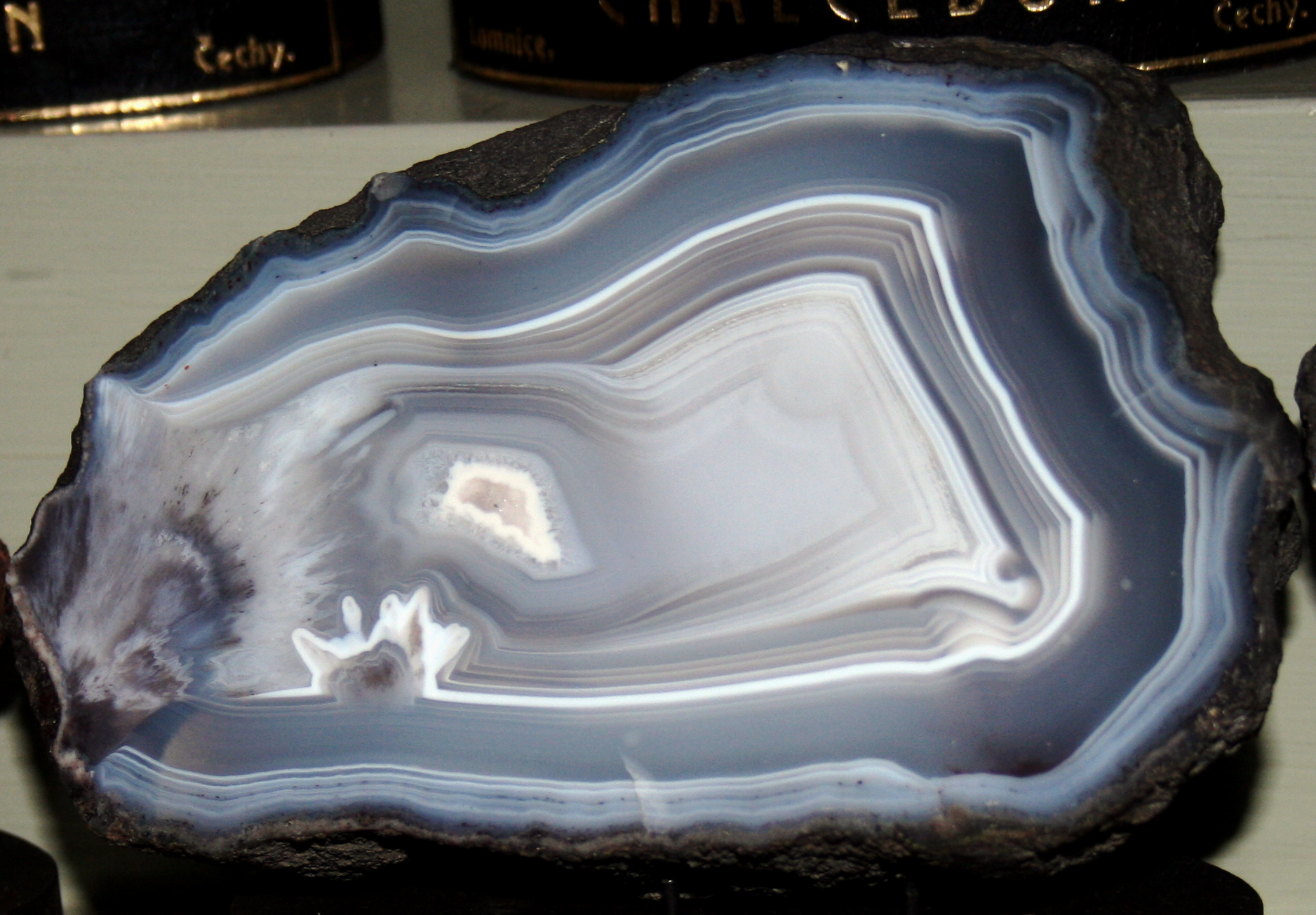
Výbrus chalcedonu (achátu) z Nové Paky ze sbírek Národního muzea

Chalcedon je kryptokrystalická odrůda křemene – je složen z tak malých krystalků, že se jeví jako celistvý. Tvoří náteky, kůry, mandle, geody. Z dutin jsou známé vrstvy s ledvinitým nebo hroznovitým povrchem, který tvoří nezřídka i úhledné krápníky a pupenité agregáty. Při mikroskopickém výbrusu je možné pozorovat mikrokrystalky, ze kterých je chalcedon složen. Krystalky jsou většinou rovnoběžné nebo paprsčitě uspořádány.

## Vlastnosti
- Fyzikální vlastnosti: Tvrdost 6,5–7 (rýpe do skla), hustota 2,65 g/cm³. Štěpnost chybí, lom nerovný, tříštivý nebo lasturnatý.
- Optické vlastnosti: Barva: šedá, šedomodrá, šedozelená, šedobílá, často pestře zbarvený různými oxidy. Některé druhy chalcedonu je možno uměle dobarvovat. Průsvitný či opakní v závislosti na jeho vnitřní struktuře. Lesk skelný, matný, mastný až hedvábný.
- Chemické vlastnosti: Složení: SiO2 100 %, příměsi Fe, Al, Mg, Ca, Ni, Cr. Lehce rozpustný v KOH i dalších zásadách.

## Odrůdy
Existuje několik odrůd chalcedonu, které se liší zbarvením a texturou. Rozdílné barvy jsou zřejmě způsobeny různou hustotou vláken v jeho vnitřní struktuře a příměsemi různých oxidů. Názvy variet:
- achát – různobarevné proužky na průřezu
- mechový achát
- onyx – černobílé proužkování
- plazma – tmavozeleně zbarvený
- prasem – tmavozelený
- karneol – tmavočervený
- sardonyx – hnědočervenobílé proužkování
- chrysopras – zelený
- heliotrop – zelený s červenými skvrnami
- jaspis – neprůhledný, sytě zabarvený
- enhydros – obsahuje uzavřený zbytek roztoku, ze kterého vznikl

## Získávání
Těžbou v lomech, či případně sběrem z naplavenin například na plážích atd.

## Využití
Chalcedon se využívá jako okrasný kámen a ve šperkařství jako polodrahokam. První zmínky o využití chalcedonu jako šperkařského kamene pocházejí ze starověkého Egypta, kde byly objeveny předměty s polodrahokamem při archeologických vykopávkách. Podle astroesoteriky je chalcedon kámen řečníků, který podporuje živost a řeč. V Tibetu je považován za léčivý kámen a je k léčení i využíván. Měl i omezené technické využití, používal se například na ložiska přístrojů, na výrobu břitů vah a třecích misek.

### Účinky v magii
Podle některých (vědecky nepotvrzených) názorů chalcedon povzbuzuje optimismus a dobrou vůli, modrý chalcedon stimuluje schopnosti učení a červený chalcedon pomáhá dosáhnout svého cíle.

## Naleziště
- ČR – Kozákov, Nová Paka a okolí, Krušné hory, okolí Milevska
- Slovensko – Banské, Slanec, Tri Vody, Brezina, Byšta
- Rakousko – Erzberg
- Itálie – okolí Terstu, Sardinie
- USA – státy Florida, Oregon, Arizona, Colorado…
- dále Indie, Uruguay, Mexiko, Brazílie, Kanada, Island, Dánsko, Nový Zéland, Rusko, Arabský poloostrov…